# Amir Mahdi
Amir Mahdi Borzabadi (1913 – dicembre 1999) è stato un alpinista pakistano, appartenente al popolo hunza.

## Biografia
Partecipò come portatore d'alta quota alla spedizione tedesca guidata nel 1953 da Karl Maria Herrligkoffer al Nanga Parbat che per prima raggiunse la vetta. Nelle fasi dell'attacco finale era nel gruppo che partì dal campo IV per andare ad allestire l'ultimo campo, il V, per l'assalto finale alla vetta, ma dovette tornare indietro poco dopo la partenza da campo IV per problemi di salute. Più tardi, fu tra coloro che portarono a valle a spalle Hermann Buhl, l'alpinista che effettivamente raggiunse la vetta in solitaria e senza ossigeno. In seguito al suo exploit infatti, Buhl riportò diversi congelamenti alle dita dei piedi e delle mani, con amputazione di due dita del piede destro.

### Spedizione sul K2
L'anno successivo nel 1954 Amir Mahdi fu inoltre fra i protagonisti della spedizione italiana al K2 guidata da Ardito Desio. Mahdi si distinse anche qui per un contributo fondamentale. Egli infatti, insieme a Walter Bonatti, portò fino a oltre 8000 m le bombole d'ossigeno che si rivelarono essenziali per la conquista della vetta da parte di Achille Compagnoni e Lino Lacedelli.
Quella notte tuttavia fu costretto da uno spostamento del campo deciso da Lacedelli e Compagnoni senza avvertire, a passare la notte all'addiaccio a 8100 m sotto una bufera nella zona della morte; in seguito a questo bivacco riportò gravi conseguenze psicofisiche, nonché diversi congelamenti alle dita dei piedi e delle mani, per i quali dovette subire diverse amputazioni. I giornali di Karachi iniziarono una campagna stampa in base alla quale si riteneva Compagnoni responsabile dell'episodio drammatico del loro connazionale. Intervenne l'ambasciatore italiano che fornì spiegazioni in seguito a cui il problema diplomatico fu considerato superato.
Dopo le amputazioni, Mahdi dovette abbandonare l'attività in montagna. Ottenne un impiego come infermiere in un ospedale, e da allora visse di questo.

### Testimonianza
Testimoniò nell'inchiesta del governo pakistano seguita alla spedizione del 1954 e la sua testimonianza, raccolta con interprete per la sua lingua originale l'Urdu e trascritta in inglese, fu usata nel chiarimento successivo tra l'Italia il Pakistan, ma fu anche richiamata anni dopo in un articolo in cui si accusava Bonatti di comportamento sleale. In realtà, anche se ad una prima rilettura dalla testimonianza potevano apparire comportamenti non corretti da parte di Bonatti, c'è da dire che nella sua testimonianza Mahdi escludeva con decisione che Bonatti avesse utilizzato parte dell'ossigeno delle bombole (che costituiva l'accusa principale mossa a Bonatti nell'articolo di giornale).
Inoltre, una rilettura critica più attenta dei verbali effettuata negli anni novanta da parte di Robert Marshall evidenziò che anche riguardo ad altri punti del comportamento di Bonatti la testimonianza dimostrava semplicemente la presenza di punti di vista diversi e incomprensioni tra lui e gli alpinisti italiani, e questo sia a causa dei problemi linguistici esistenti (Mahdi parlava solo Urdu, mentre da parte loro gli alpinisti italiani dovevano ricorrere ad una doppia traduzione italiano-inglese e inglese-urdu per comunicare) sia per una diversa percezione del ruolo di persone come Mahdi, semplici portatori per gli alpinisti europei ma in realtà alpinisti esperti, consapevoli e orgogliosi (lo stesso Mahdi aveva portato in salvo Buhl l'anno precedente). In un'intervista alla BBC, il figlio di Amir Mahdi, Sultan Ali, ha dichiarato che la testimonianza di suo padre coincideva con la versione di Bonatti, ma fu poi alterata in fase di trascrizione.
Nel 1994, in occasione del quarantennale della prima salita del K2, Mahdi incontrò di nuovo Compagnoni e Lacedelli.
Amir Mahdi è morto nel dicembre 1999 all'età di 86 anni.